# جان-قاي كاردينال
جان-قاي كاردينال هو سياسي كندي، ولد في 10 مارس 1925 في مونتريال في كندا، وتوفي في 16 مارس 1979 في مدينة كيبك في كندا. نشط حزبياً في الحزب الكيبيكي. وقد انتخب عضو الجمعية الوطنية في كيبك ‏.